# Jokehnen (Fernsehserie)
Jokehnen oder Wie lange fährt man von Ostpreußen nach Deutschland? ist eine dreiteilige deutsche Fernsehserie. Die Serie wurde vom ZDF produziert und entstand nach dem gleichnamigen Roman von Arno Surminski. Regie führte Michael Lähn, das Drehbuch schrieb Claus Hubalek. Die Erstausstrahlung fand am 21. Juli 1987 im ZDF statt.

## Handlung
Erzählt wird die Geschichte von Hermann Steputat, der am 2. August 1934 in Jokehnen, einem fiktiven ostpreußischen Dorf zwischen Rastenburg und Insterburg, zur Welt kommt – ausgerechnet an jenem Tag, an dem Reichspräsident Paul von Hindenburg verstirbt und Adolf Hitler endgültig zum uneingeschränkten Diktator im Deutschen Reich aufsteigt.
Hermanns Vater Karl Steputat führt ein kleines Geschäft. Er ist Schneider vom Beruf und gleichzeitig Bürgermeister von Jokehnen. Ein angesehener Mann im Dorf, der in die NSDAP eintritt und der neuen Regierung die Treue hält.
Seine ersten Kindheitsjahre verbringt Hermann unbeschwert – er kommt in die Jokehner Dorfschule, wird wie alle Jungen in seinem Alter in die Hitler-Jugend geschickt und findet in Peter Aschmoneit einen guten Freund. Probleme gibt es zu Anfang keine – auch nicht als der Zweite Weltkrieg ausbricht; die Wehrmacht eilt von Sieg zu Sieg und Karl Steputat kann wegen einer Verwundung aus dem Ersten Weltkrieg nicht eingezogen werden, sondern zählt fortan zur „letzten Reserve“, die vorläufig nicht benötigt wird.
Doch allmählich machen sich Krieg und Rassenpolitik der Nazis in Jokehnen bemerkbar. Samuel Mathern, ein jüdischer Tuchhändler, der oft im Hause Steputat einkehrt, sieht zuerst keine Gefahr, obwohl ihn Karl Steputat warnt und ihm nahelegt, Deutschland rechtzeitig zu verlassen. Eines Tages wird er mit Pferd und Wagen unterwegs von einer Gruppe SA-Leuten angehalten und zusammengeschlagen. Als Nächstes folgt die Ausweisung aus Deutschland – sein Besitz wird zudem beschlagnahmt, „arisiert“. Verzweifelt bittet er Karl Steputat um Hilfe, der daraufhin auf eigene Gefahr versucht, mit einem Brief Einfluss auf die Ortsgruppenleitung in Drengfurth zu nehmen. Jedoch ohne Erfolg, Mathern verschwindet kurze Zeit später und wird in ein Konzentrationslager deportiert. Nach Jokehnen kommen zunehmend Kriegsgefangene aus den besetzten Ländern Polen und der Sowjetunion, außerdem Familien aus Großstädten wie z. B. Hamburg, die in Ostpreußen Schutz vor den immer häufiger werdenden, schweren Luftangriffen der Alliierten suchen. Ostpreußen blieb bis dahin davon verschont. Der Russland-Feldzug ist in vollem Gange und es gibt die ersten gefallenen Dorfbewohner, so zum Beispiel der Vater von Peter Aschmoneit.
1944 taucht die Gestapo in Jokehnen auf und verhaftet den Sohn des Majors, einem wohlhabenden Gutsbesitzer. Er hatte zu dem Kreis von Wehrmachtsoffizieren gezählt, die Hitler stürzen wollten und das Attentat gegen den „Führer“ planten. Der Chausseewärter Schubgilla wird wie alle „waffenfähigen Männer“ zwischen 16 und 60 Jahren gegen seinen Willen zum Volkssturm eingezogen, „totaler Krieg“. Karl Steputat glaubt immer noch fest an den „Endsieg“ und möchte das Dorf nicht verlassen, obwohl ihn seine Frau Martha aus großer Angst verzweifelt zu einer Flucht überreden möchte, ebenso erkennt sein zum Hitlerregime eher kritisch eingestellter Geselle Heinrich, dass die Lage aussichtslos ist, der Feind quasi vor der Haustür steht. Ende 1944 steht dann die Rote Armee vor Ostpreußen. Im eiskalten Winter 1945 schließlich bricht sie am Masurischen Kanal durch. Ein Wehrmachtsoffizier, der in Jokehnen mit seiner Batterie in Kampfstellung gegen die einmarschierenden Russen geht spornt Karl Steputat an, unverzüglich das ganze Dorf zusammenzurufen und schnellstens zu flüchten, doch der Treck wird schon recht bald von den heranrückenden Sowjets gestoppt. Nur einem Jokehner, Blonski, gelang die Flucht auf seinem Pferd in einem günstigen Moment. Die männlichen Dorfbewohner sollen nach Sibirien verfrachtet werden, alle Frauen und Kinder dürfen ins zerstörte Jokehnen vorerst zurückkehren, sie werden in einer alten Kartoffelscheune zusammengepfercht. Hermann hat sich inzwischen mit dem jungen Rotarmisten Aljoscha angefreundet, für den er kleinere Arbeiten macht und dafür Süßigkeiten bekam. Nach kurzer Zeit kommt auch Karl Steputat nach Jokehnen zurück, er entfernte sich wegen seines Ischiasleidens von den Gefangenen, da er vor Schmerzen nicht mehr gehen konnte. Nach wenigen Tagen wird er aber von der sowjetischen Militärkommandantur festgenommen. Er erzählt Hermann kurz vor der Abfahrt, dass die Russen in Drengfurth einen guten Schneider brauchen, doch dieser glaubt die Geschichte nicht und weiß, dass sein Vater verhaftet wird. Wenig später wird seine Mutter Martha abgeholt, beide werden in die Sowjetunion in ein Lager verschleppt. Für Hermann bricht eine Welt zusammen.
Mai 1945 – der Krieg ist inzwischen vorbei, die Sowjets ziehen aus Jokehnen ab und übergeben es an eine polnische Verwaltung, die umgehend die sofortige Räumung des Dorfes anordnet. Alle Deutschen müssen Jokehnen binnen zwei Stunden verlassen und sich auf eine lange Zugreise in Güterwaggons unter desolaten hygienischen Verhältnissen nach Westen, nach Deutschland machen. Nach der Ankunft im Bahnhof Fürstenwalde stirbt Hermanns Freund Peter im DRK-Aufnahmelager an Typhus. Hermann hat immer noch Hoffnung, dass seine Eltern vielleicht auch nach Deutschland transportiert wurden und frägt in einer Nacht die beiden diensthabenden Schwestern vom Roten Kreuz. Doch diese finden die Namen nicht in der Aufnahmekartei. Niedergeschlagen, allein ohne Eltern oder Freunde muss er seinen Weg fortsetzen, doch da nimmt ihn Margarete Schubgilla zu sich.
Im Abspann berichtet der Erzähler, welches Schicksal die Bewohner von Jokehnen ereilt hat, darunter Verschleppung, Vergewaltigung und häufig ein gewaltsamer Tod.

## Sonstiges
Die Dreharbeiten für die Außenaufnahmen fanden überwiegend in der Gemeinde Witzeeze im Kreis Herzogtum Lauenburg (Schleswig-Holstein) statt. Noch während des Drehs 1986 verstarb der Schauspieler Herbert Steinmetz im Alter von 78 Jahren an Herzversagen.
Ursprünglich sollte das Gut Wotersen als „Gut Jokehnen“ dienen. Da aber das Gut Wotersen bereits als Handlungsort und Kulisse für die Fernsehserie „Das Erbe der Guldenburgs“ vorgesehen war, musste man sich anderweitig umschauen.
Anhand der „Niedersachsenhäuser“ ist eindeutig zu erkennen, dass die Dreharbeiten in Schleswig-Holstein stattgefunden haben.
Die Szenen mit dem Flüchtlingstreck in Teil 3 wurden auf dem Truppenübungsplatz Putlos im Kreis Ostholstein gedreht. Die Dreharbeiten fanden während des laufenden Übungsbetriebs statt, weswegen die meisten Szenen im „First Take“ gedreht werden mussten.
Bei dem sowjetischen Panzer vom Typ T-34 und den sowjetischen Uniformen in Teil 3 handelt es sich um keine Attrappen und Kostüme, sondern um Originale, die als Beutestücke aus dem Jom-Kippur-Krieg stammen und der Bundeswehr von der israelischen Armee zu Studienzwecken geschenkt wurden.
Die älteste Figur des Hermann Steputat wurde von Christian Mueller-Stahl gespielt, dem realen Sohn des Hauptdarstellers Armin Mueller-Stahl. Ebenfalls spielten die beiden Söhne des Schauspielers Dietmar Mues (Inspektor Blonski), Jona und Wanja Mues mit.

## DVD
- Jokehnen, Oder wie lange fährt man von Ostpreußen nach Deutschland?